# دميتري فيرخوفتسوف

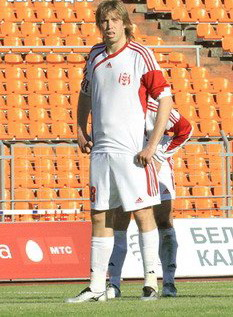

دميتري فيرخوفتسوف (بالروسية: Верховцов, Дмитрий Николаевич)‏ (مواليد 10 أكتوبر 1986 في موغيليف) لاعب كرة قدم بيلاروسي دولي يجيد اللعب في خط الدفاع . يلعب حاليا لصالح نادي نافتان نوفوبولوتسك البيلاروسي منذ 2010 .

## مسيرته الكروية
لعب دميتري فيرخوفتسوف خلال مسيرته الاحترافية مع 5 أندية في ستة عشر موسمًا وسجل خلالها 20 هدفًا ضمن 235 مباراة. حيث فاز في موسم واحد بالكأس ولم يفز بأي دوري.
خاض دميتري فيرخوفتسوف مسيرته مع نادي نافتان نوفوبولوتسك في موسم 2004 ليلعب معه ثمانية مواسم، مشاركًا في 164 مباراة سجل خلالها 17 هدفًا. ثم انتقل إلى نادي كريليا سوفيتوف سامارا في موسم 2011–12 واستمر معه طيلة ثلاثة مواسم، حيث شارك في 36 مباراة سجل خلالها هدفا وحيدًا. لينتقل بعدها إلى نادي أوفا في موسم 2014–15 ولمدة موسمين، مشاركًا في 14 مباراة ولم يسجل أي هدف. ثم انتقل إلى نادي كورونا كييلتسى في موسم 2015–16 ولمدة موسمين، مشاركًا في 12 مباراة سجل خلالها هدفا وحيدًا. هذا وانتقل لاحقًا إلى نادي نيمان غرودنو ما بين عامي 2017 و2018 لمدة موسم واحد، مشاركًا في 9 مباريات سجل خلالها هدفا وحيدًا أيضًا.

## روابط خارجية
- دميتري فيرخوفتسوف على موقع قاعدة بيانات كرة القدم.إي يو (الإنجليزية)
- دميتري فيرخوفتسوف على موقع ناشيونال فوتبول تيمز (الإنجليزية)
- دميتري فيرخوفتسوف على موقع Soccerway.com (الإنجليزية)
- دميتري فيرخوفتسوف على موقع AS.com (الإسبانية)